# Vinko Globokar

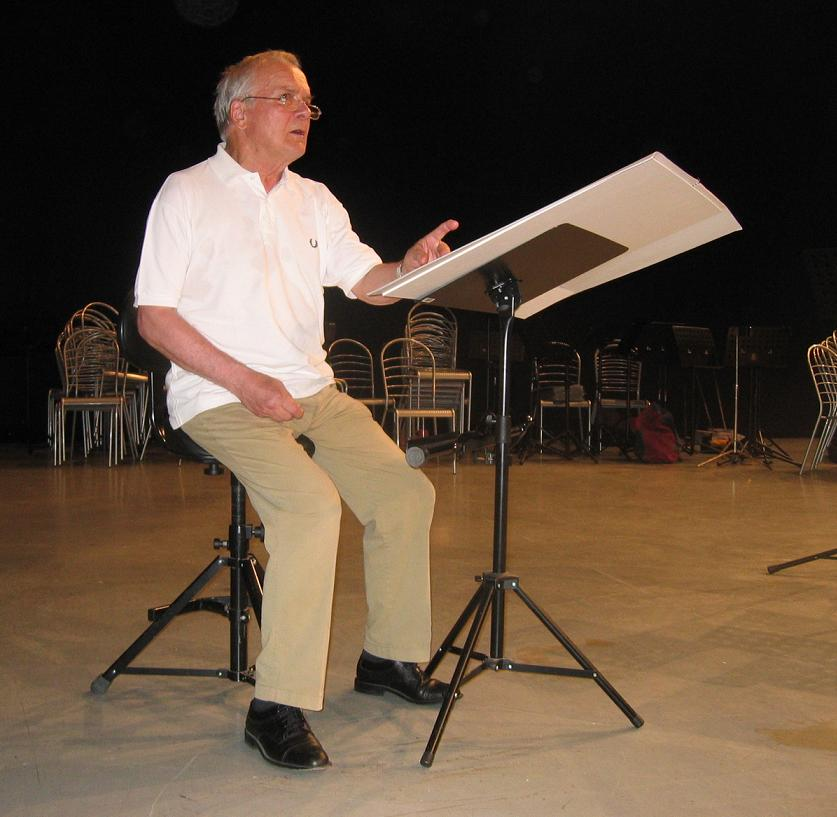

Vinko Globokar (* 7. Juli 1934 in Anderny, Frankreich) ist ein slowenischer Posaunist und Komponist.

## Leben und Wirken
Vinko Globokar wuchs in Tucqueugnieux auf, einem von slowenischen Emigranten geprägten Dorf im lothringischen Bergbaugebiet. Die Eltern waren Slowenen. Der Vater arbeitete als Bergmann und sang im slowenischen Dorfchor. Globokar hörte slowenische Volksmusik, erhielt Klavierstunden bei einem slowenischen Lehrer – und wurde in der Schule mit der französischen Sprache und Kultur vertraut: Das Spannungsfeld zwischen zwei Kulturen prägte seine Kindheit. Von seinem 13. bis zum 21. Lebensjahr lebte Globokar in Ljubljana (Slowenien), wo er als Jazzmusiker unter Bojan Adamič debütierte. Ab dem Jahr 1949 studierte Globokar am dortigen Konservatorium Posaune und wurde ein Jahr später Mitglied des Rundfunk-Jazzorchesters. 1955 bis 1959 setzte Globokar sein Posaunenstudium am Conservatoire de Paris bei André Lafosse fort. Er spielte in jenen Jahren in einer Reihe von Ensembles und Studio-Orchestern Musik verschiedener Stilrichtungen, vom Jazz bis zur Symphonie. 1960–63 schloss er ein vierjähriges privates Kompositions- und Dirigierstudium bei René Leibowitz an. Durch Leibowitz und seinen Kreis wurde Globokar auf den Anthropologen Claude Lévi-Strauss, auf Jean-Paul Sartre und andere aufmerksam, deren Denken ihn vielfältig anregte.
Seine Bekanntschaft mit Luciano Berio führte Globokar 1964 nach Berlin, wo er zunächst bei Berio weiterstudierte. Nach einem Jahr als Mitglied des Center for Creative and Performing Arts in Buffalo/USA (1965/66) teilte er fortan seine Zeit zwischen Komponieren und Konzertieren. Seit 1968 unterrichtete Globokar an der Musikhochschule Köln Posaune und verlegte 1969 seinen Wohnsitz nach Köln. Im selben Jahr gründete er neben zusammen mit Michel Portal, Carlos Roqué Alsina und Jean-Pierre Drouet das freie Improvisationsensemble New Phonic Art, das mit seinem Spiel Maßstäbe setzte. Gegen Ende der 60er-Jahre wurde Globokar zunehmend bekannter und besonders geschätzt durch das Zusammenspiel seiner Fähigkeiten als Komponist und Interpret. 1973 ans Institut für akustische Forschung und Koordinierung (IRCAM) als Leiter der Abteilung vokale/instrumentale Forschung berufen, zog Globokar mit Beginn seiner Arbeit 1976 wieder nach Paris. 1979 verließ er das Institut und lebt seither in Paris als freischaffender Komponist und Posaunist.
Er unterrichtete Komposition an verschiedenen Instituten und Universitäten in Europa und den USA. Gleichzeitig gilt er als führender Posaunist der zeitgenössischen Musik. Von 1983 bis 1999 war Globokar Professor für Kammermusik an der Scuola di musica di Fiesole (nahe Florenz). Die Originalität von Globokars Schaffen liegt zum einen in seiner Doppelrolle als Komponist und Interpret – der Komponist wird vom Interpreten zu klanglichen und spieltechnischen Neuerungen angeregt oder auf psychologische Fragestellungen, die Verhaltensweisen der Musiker betreffen, aufmerksam gemacht.
Globokar komponiert Werke für Orchester, für kammermusikalische Besetzung und Chormusik. Neben seinen außerordentlichen Fähigkeiten als Posaunist, die viele zeitgenössische Komponisten beeinflussten (er spielte Uraufführungen von Werken von Luciano Berio, Mauricio Kagel, Karlheinz Stockhausen, René Leibowitz und Louis Andriessen), ist er auch ein Theoretiker der Avantgarde.
Globokar führte zahlreiche Werke für Posaune auf und entwickelte auf dem Instrument neue Spieltechniken.

## Auszeichnungen
- 1968: Kompositionspreis der Stiftung Gaudeamus
- 2003: Ehrenmitglied der Internationalen Gesellschaft für Neue Musik[1]
- 2022: Deutscher Musikautorenpreis in der Kategorie Lebenswerk[2]

## Werke

### Bühnenwerke
- L’idôle, Musiktheater für Mädchenchor und vier Schlagzeuger. Text: Georges Lewkowicz
- L‘armonia drammatica, Musikdrama für Orchester, gemischten Chor, 7 Sänger und Tenorsaxophon. Text: Edoardo Sanguineti
- Les Émigrés Triptychon, bestehend aus: Teil 1: Miserere für 5 Erzähler, Jazz-Trio und Orchester. Teil 2: Réalités / Augenblicke für 5 Sänger und Tonband. Teil 3: Sternbild der Grenze für 5 Sänger (s. a. t. bar. b), Mezzosopran, Bariton und 18 Musiker

### Orchesterwerke
- Exil 3 (Das Leben des Emigranten Edvard) für Orchester, Chor, Sopran, Erzähler, Kontrabassklarinette und Improvisator nach einem Text von Vinko Globokar, ins Deutsche übersetzt von Peter Handke
- Radiographie d’un roman für gemischten Chor (und 7 Solisten), Akkordeon, Schlagzeug, 30 Instrumentalisten und Live-Elektronik. Text: Vinko Globokar
- Mutation für ein singendes Orchester. Text: Michael Gielen
- Der Engel der Geschichte Teil 1: Zerfall für zwei Orchestergruppen und Tonband. Teil 2: Mars für zwei Orchestergruppen, Tonband und Live-Elektronik. Teil 3: Hoffnung für zwei Orchestergruppen und Sampler
- Les otages für Orchester und Sampler
- Les chemins de la liberté für Orchester ohne Dirigent
- Anti-zapping für Orchester
- Masse Macht und Individuum für Orchester und 4 Solisten
- Labour für großes Orchester
- Eisenberg Orchesterversion
- Voie für Chöre und drei Orchester
- Etude II für Orchester
- Standpunkte für Sopran, Chor und Orchester mit multimedialer Präsentation

### Ensemblewerke und Vokalmusik
- Kaleidoskop im Nebel für Kammerensemble
- L’Exil N° 1 für Sopran (oder Tenor) und 5 Instrumentalisten. Siebensprachige Textmontage von Vinko Globokar, bestehend aus Gedichtfragmenten aus 49 Gedichten verschiedener Autoren von Homer bis in die Gegenwart zum Thema Exil
- L‘Éxil N° 2 für Sopran (oder Tenor) und 13 Instrumentalisten. Text: Siebensprachige Textmontage aus Gedichtfragmenten aus 49 Gedichten verschiedener Autoren von Homer bis in die Gegenwart zum Thema Exil von Vinko Globokar
- Eppure si muove für dirigierenden Posaunisten und elf Instrumentalisten
- La Prison für acht Instrumente
- La ronde für Instrumente
- Ausstrahlungen für Solisten und zwanzig Musiker
- Fluide für Blechbläser und Schlagzeug
- Etude I für neunzehn Solisten
- Caroussel für vier Sänger und sechzehn Instrumente
- Vendre le Vent für Klavier, Schlagzeug, fünf Holz- und vier Blechbläser
- Accord für Sopran, Posaune, Cello, Flöte, Orgel und Schlagzeug
- Traumdeutung für vier Chöre, Celesta, Harfe, Vibraphon und Gitarre
- Airs für acht Singstimmen, Posaune, Klarinette und zwei Assistenten

### Kammermusik
- Avgustin, dober je vin für Bläserquintett
- Discours IX für 2 Klaviere
- Élégie balkanique für Flöte, Gitarre und Schlagzeug
- Discours VIII für Quintett
- Discours II für fünf Posaunen
- Discours III für fünf Oboen
- Discours IV für drei Klarinetten
- Discours V für vier Saxophone
- Drama für Klavier und Schlagzeug
- Rêve énigmatique No. 135 für Gitarrenquartett und live-Sampler

### Solowerke
- Atemstudie für Oboe
- Toucher für Schlagzeug solo
- Dialog über Luft für Akkordeon
- Dialog über Erde für Schlagzeug solo
- Notes für einen Pianisten
- Limites für einen Geiger

### Schriften
- Einatmen, Ausatmen, 1994, ISBN 3-923997-60-4
- Laboratorium (Texte zur Musik 1967–1997), 1998, ISBN 3-930735-23-7